# Lawrence Wong
Lawrence Wong (čínsky v českém přepisu Chuang Sün-cchaj, pchin-jinem Huáng Xúncái, znaky zjednodušené 黄循财, tradiční 黃循財; * 18. prosince 1972 Singapur) je singapurský politik, ekonom a bývalý státní úředník, od května 2024 předseda vlády Singapuru. Od roku 2015 zastává poslanecký mandát, od roku 2021 je ministrem financí a od prosince 2024 působí jako generální tajemník Lidové akční strany.
Před vstupem do politiky pracoval na ministerstvu obchodu a průmyslu, ministerstvu financí a ministerstvu zdravotnictví. V letech 2005–2008 byl hlavním soukromým tajemníkem předsedy vlády Lee Hsien Loonga. V roce 2011 byl zvolen do parlamentu a v průběhu následujících let zastával několik ministerských postů, včetně ministra kultury, komunit a mládeže (2012–2015), ministra pro národní rozvoj (2015–2020) a ministra školství (2020–2021).

## Mládí a vzdělání
Narodil se 18. prosince 1972 v Singapuru do čínské rodiny. Jeho otec se narodil v čínské provincii Chaj-nan, později se přestěhoval do Britského Malajska a nakonec do Singapuru. Jeho otec pracoval jako obchodní ředitel a matka byla učitelkou na základní škole. Když mu bylo osm let, jeho otec mu daroval kytaru, díky čemuž si zamiloval hudbu.
V roce 1994 získal titul Bachelor of Science v oboru ekonomie na Winsconsinské univerzitě v Madisonu. O rok později získal titul Master of Arts v oboru aplikovaná ekonomie na Michiganské univerzitě a v roce 2004 titul Master of Public Administration na Harvardově univerzitě.